# The Sandman (Kurzfilm)
The Sandman ist ein britischer animierter Kurzfilm von Paul Berry aus dem Jahr 1991. Er bezieht Motive aus der Erzählung Der Sandmann von E.T.A. Hoffmann.

## Handlung
Es ist acht Uhr abends, die Mutter macht Handarbeiten und ihr Sohn läuft mit einer Trommel im Zimmer herum. Als der Totenmann in der Kuckucksuhr die volle Stunde anschlägt, schickt die Mutter ihr Kind mit einer Kerze zu Bett. Das Kind läuft ängstlich die vielen Stufen im dunklen Haus bis zu seinem Schlafzimmer, wo es sich im Bett versteckt.
Nachts schleicht sich der Sandmann die Treppen herauf und das Kind hört ihn kommen. Es versteckt sich zitternd im Bett und glaubt, dass er in sein Zimmer kommt, doch ist es die Mutter, die noch einmal nach dem Kind sieht. Das Kind schläft ein. Der Sandmann jedoch hatte sich nur im Zimmer versteckt. Er tanzt nun um das Bett herum und will das Kind wecken, doch scheint dies nur einen Alptraum zu haben. Als es schließlich die Augen öffnet, bewirft ihn der Sandmann mit Sand, reißt etwas an sich und verschwindet durch das Fenster.
Er begibt sich zu seinen Jungen, die vogelähnlich in einem Nest auf ihn warten, nimmt aus seinem Sandsäckchen die Augen des Jungen und verfüttert sie an die Jungtiere. Der Junge bleibt entsetzt und augenlos zurück. Er versucht, sich im Zimmer zurechtzufinden – das Schlussbild zeigt Dutzende ebenfalls augenlose Opfer des Sandmanns.

## Auszeichnungen
Auf dem Hiroshima International Animation Festival gewann The Sandman 1992 den Grand Prix und erhielt im selben Jahr auf dem Ottawa International Animation Festival den Craft Prize für die beste Animation.
The Sandman wurde 1993 für einen Oscar in der Kategorie „Bester animierter Kurzfilm“ nominiert, konnte sich jedoch nicht gegen Mona Lisa Descending a Staircase durchsetzen.